# Imunga
Imunga (Munga I) va ser un rei ndowe (benga) de l'illa de Corisco que va regnar del 1850 al 1872.
Després de la revolta de Muele i Haketandoni, que van expulsar de Corisco el rei Bonkoro I Bondipo, aquest darrer va fugir a la zona de Cabo de San Juan. Després de 1846, Munga va aconseguir ser reconegut per quasi tots els poblets de Corisco i algun altre de la costa, però la majoria van restar lleials a Bonkoro I i després al seu fill Bonkoro II. A la seva mort, el 1872, el va succeir el seu fill Konvenyamango o Conveyamango amb el nom de Munga II.